# Breń (dopływ Starej Regi)
Breń – struga w woj. zachodniopomorskim, w powiecie drawskim, w gminie Drawsko Pomorskie; prawobrzeżny dopływ rzeki Starej Regi.
Breń bierze swe źródła na zachód od osady Tęczyn, na terenie gminy Drawsko Pomorskie. Struga płynie na południowy zachód, w kierunku jeziora Będargowo. Przepływa przez wieś Rydzewo, gdzie przechodzi pod drogą wojewódzką nr 162 i uchodzi do Starej Regi od jej prawego brzegu, tuż za wypływem rzeki z jeziora Będargowo.
Nazwę Breń wprowadzono urzędowo w 1950 roku, zastępując poprzednią niemiecką nazwę strugi – Faulbach.